# Vision Park
Vision Park Entertainment AB var ett svenskt media/spelföretag bildat 1997.
Bolaget uppgick hösten 2001 i Pan Vision AB som tillhör Kooperativa Förbundets mediekoncern KF Media som i september 2001 köpte upp samtliga aktier i bolaget.
Vision Park var främst utvecklare för PC-spel men senare även distributör (DVD/VHS) för svenska TV-produktioner. Vision Park blev kanske mest kända för sina spel i "Polis"-serien där man som spelare ska lösa interaktiva mordgåtor inspirerade av den nordiska kriminalgenren. I Polis 2 inleddes ett samarbete med TV3-programmet Efterlyst som producerade ett fiktivt avsnitt som vävdes in i handlingen på spelet. Vision Park hade även framgångar med spelen i "Backpacker" och "Globetrotter"-serien.

## Historik

### Tati
Jens Thorsen hade år 1994 grundat Tati för utvecklingen av spelet Backpacker. Spelet utvecklades tillsammans med Stefan Gadnell vars firma då hette Mixedia (senare ändrat till Aniware). Det gemensamma namnet för Backpackers utvecklare blev således Tati Mixedia. De utvecklade även Backpacker 2 tillsammans, men Gadnell valde att inte medverka när Tati uppgick i en större företagsbildning.

### Vision Park bildas
Vision Park Entertainment bildades våren 1997 och köpte upp spelutvecklarna Tati AB i Göteborg och Deadline Multimedia i Köpenhamn. Företagsledningen satt i Stockholm. Tati hade nått framgång med spelen Backpacker och Backpacker 2 och hade även lanserat barnspelet Fest i Mumindalen. Deadline låg bakom äventyrsspelet Blackout. Båda bolagens spel hade förlagts och finansierats av BMG Interactive Entertainment som då tagit huvuddelen av intäkterna, vilket man ville undvika genom att självfinansiera spelen. Initiativtagare hade bland annat varit Björn Holmqvist som lämnade BMG för att ingå i det nya företagets ledning. Vd för koncernbolaget blev Tomas Brühl. Thorsen fortsatte som vd för Tati.
I september 1997 noterades Vision Park på SBI-listan. Den 8 juni 2000 flyttades aktien till O-listan.
Inledningsvis distribuerades Vision Parks spel av IQ Media. I juni 1998 meddelades ett distributionssamarbete med Bonnier Multimedia. Bonnier blev därmed distributör för framtida spel medan IQ fortsatte distribuera de äldre.
I mars 1998 släpptes Backpacker Junior som var företagets första självfinansierade projekt att lanseras. Ett år senare hade man också släppt Polis, CrossTown: Giftet och Wannabe som alla var självfinansierade.
Under 1998 köpte man företaget Creative Ignition i Linköping. Därefter hade företaget produktion i Stockholm, Göteborg, Linköping och Köpenhamn.

### Nya verksamhetsområden
Under 1999 började företaget expandera bortom datorspelsmarknaden. I september 1999 köptes majoriteten av webbplattformsföretaget Scarptor e-entertainment AB.
I november 1999 meddelades ett samgående med norska distributören Multi Media Norden. De två samgående bolagen gavs vardera samma värde. Multi Media Nordens majoritetsägare Norsk Vekst blev största ägare i det sammanslagna Vision Park. Genom sammanslagningen blev även distributörerna Wendros och Funware en del av Vision Park.
Utöver att ge ut egna spel började Vision Park även förlägga andras produktioner. De första externa spelen som Vision Park sa att de skulle förlägga var Rymdhamn Jorden av Korkeken och EON av Computerhouse.
I september 2000 köptes norska spelstudion Innerloop Studios. Innerloops spel Project I.G.I. och Sega Extreme Sports lanserades senare under hösten.
I september 2000 köptes också TV-produktionsbolaget Big Bite Television, som låg bakom programmen Rummel och Rabalder, Popliv, Nicke & Mojje och Gomårr. Big Bite bytte namn till Vision Park Television och fortsatte göra programmen Nicke & Mojje och Gomårr och senare även Nicke & Nilla för TV4.
Den 12 februari 2001 meddelades ett samgående med Independent Media Group (IMG) i Borås. Thomas Brühl, som varit vd för Vision Park sedan grundandet, lämnade företaget i samband med sammanslagningen och IMG:s vd Joakim Hedin blev ny vd för den sammanslagna verksamheten. IMG distribuerade utöver spel även video och stod bakom Young Genius som gjorde spel för barn. Som en del i samgåendet såldes Deadline i Köpenhamn till ledningen.

### Uppgång i Pan Vision
Den 3 september 2001 gick KF ut med erbjudande om att köpa Vision Park. Aktien avnoterades den 14 november 2001. KF hade våren 2001 också köpt upp Levande Böcker och Pan Interactive. Dessa bolag bildade under hösten 2001 Pan Vision.
I maj 2002 meddelade KF Media att all spelproduktion utom den i Stockholm skulle upphöra. Studion i Göteborg lades ner och Innerloop i Oslo såldes till ledningen. Utvecklingen av Backpacker 3 övertogs av studion i Stockholm.

## Spel

### Innan bildandet av Vision Park
Utvecklade av Tati:
- Backpacker (1995, med Mixedia)
- Fest i Mumindalen (1996)
- Backpacker 2 (1997, med Mixedia)

Utvecklade av Deadline Multimedia:
- Blackout (1997)

### Utvecklade av Vision Park
Utvecklade av Vision Parks egna studior.
- Kosmopolska (1998, utvecklat av Tati)
- Backpacker Junior (1998, utvecklat av Tati)
- Polis (1998)
- CrossTown: Giftet (1998, utvecklat av Deadline Multimedia)
- Wannabe (1999, utvecklat av Tati/Vision Park i Göteborg)
- CrossTown: Ängeln (1999, utvecklat av Deadline Multimedia)
- Polis 2: Någon ljuger (2000)
- Globetrotter/Traveller (2000)
- Polis 3: Vargspår (2001)
- Globetrotter 2 (2001)[25]
- Kriss Kross (2001)
- Baltic Mission (2001)

### Förlagda spel
Spel förlagda av Vision Park men utvecklade av externa producenter.
- Henry Sinclair Vol. 1: Rymdhamn Jorden av Korkeken (2000)[26]
- Airfix Dogfighter av Paradox Entertainment (2000)
- Europa Universalis av Paradox Entertainment (2000)[26]
- Grumpa av Idol FX (2002)

Efter samgåendet med IMG gavs en del spel ut enligt Young Genius-modellen där Vision Park/Young Genius beställde spel av externa producenter:
- Hälge av Nikita (2001)[27]
- Kaspar i Nudådalen av Upside Studios (2001)
- Myror i brallan av Teknikhuset (2001)